# ایل گلباغی
گُلباغی (گُلباخی)، (به کردی: گه‌لواخی) نام اتحادیهٔ ایلی از ایل‌های کرد ایران، متشکل از گروهی از ایلات و طایفه‌های بزرگ و کوچک کرد مسلمان سنی شافعی‌مذهب عمدتاً ساکن در مناطقی از استان کردستان (ایران) و کردستان عراق. ولی طوایفی از آنها نیز در استان کرمانشاه و استان لرستان ساکن‌اند.

## پیشینه
در جنگ شاه طهماسب با ازبکان در سالهای ۱۵۲۴ تا ۱۵۷۶ میلادی، سران ایل گلباغی مردانه جنگیدند و از اینرو شاه ضمن قدردانی از آنان، بموجب فرمانی سرزمین بیلاور و همچنین سرپرستی چند طایفه را به آنان محول کرد و به پاس خدمات عباس آقا گلباغی، (سرکرده ایل) ایل را گلباغی نامیدند.
پس از پیوستن طوایفی از سلیمانی‌ها، مادکی‌ها، کلهر‌ها ورمه زیاری‌ها به طوایف گلباغی، یک ایل متحد و بزرگ تشکیل شد. ایل گلباغی بتدریج بزرگ و ثروتمند شد.

## کوچ اجباری ایل
در دوره رضاشاه سردار سپه از سال ۱۳۰۱ شمسی به بعد ایل گلباغی از کردستان به سایر نقاط ایران کوچانده می‌شوند. گلباغی‌ها را از کردستان به همدان و اصفهان و تا نقاطی چون یزد که در جلگه واقع شده است کوچ داده شدند و  این نقل و انتقال باعث شد که عده کثیری از کوچ نشینان در جمعیت شهری ادغام شوند و شهر های ایران گسترش یابند پس از جنگ جهانی دوم، عده ای از آنها به مسکن های خود بازگشتند و از آن هنگام بسیاری از مردم ترک زبان که در کنار ایشان زندگی میکرد با انها ادغام شدند.
در همان زمان پس از استعفای رضاشاه و شروع جنگ جهانی دوم محمدرشیدخان بانه ایی به یاری عشایر اطراف سقز ارتش ایران را در دیواندره مورد تهاجم قرار داد که ارتش ایران در این نبرد پیروزمندانه به میدان آمد. عشیرت گلباغی به یاری ارتش شتافتند و لشکر محمد رشید خان به سختی شکست خورد. محمد رشید خان هم به تلافی دو نفر از خوانین گلباخی را که به اسارت گرفته بود در سقز کشت.